# Willy Markus
Willem (Willy) Markus (Ambt Doetinchem, 24 maart 1902 - Enschede, 24 maart 1978), ook bekend onder het alias Willy van Erp, was een Nederlandse collaborateur in de Tweede Wereldoorlog.

## Levensloop

### Cafébaas
Op het moment dat de Tweede Wereldoorlog uitbrak was Markus eigenaar van een café dat zijn inmiddels overleden vader had opgebouwd aan de Hommelstraat 22 in Arnhem. Dit café groeide uit tot een ontmoetingsplek voor zwarthandelaren, publieke vrouwen en Duitse soldaten. Als inkoper voor de Wehrmacht kwam Markus makkelijk aan grote voorraden drank die hij met een goede winst doorverkocht. In 1943 liep het mis; hij werd beschuldigd van heling en werd opgesloten in het huis van bewaring. Het is niet duidelijk of Markus uit eigen initiatief handelde of dat hij werd gevraagd. Hoe dan ook, hij mocht aan het werk voor de Sicherheitsdienst als zogeheten V-Mann (vertrouwensman, veelal ook infiltrant).

### V-mann
Markus kwam bij zijn stadsgenoot Johnny de Droog in de leer. Als eerste zocht hij toenadering tot de cipier Cor Bruil die vanuit het Arnhemse huis van bewaring briefjes voor verzetsmensen naar buiten smokkelde. Markus en De Droog lazen de briefjes eerst, voordat ze werden bezorgd. Op basis hiervan werden in januari 1944 in Velp en Rheden veertien mensen opgepakt. Hulpkapelaan Johannes Campman overleed in concentratiekamp Bergen-Belsen.

#### Arrestatie van Kees Poulie
Vervolgens probeerde Markus in contact te komen met Kees Poulie die in Zeddam had geholpen een neergestorte geallieerde piloot uit handen van de Duitsers te houden. Markus infiltreerde in diens verzetsgroep. Als gevolg van het Englandspiel was het voor Markus via zijn Duitse opdrachtgever relatief eenvoudig om slagzinnen bestemd voor Radio Oranje te laten horen. Dat droeg bij aan zijn geloofwaardigheid.
Begin maart 1944 was Poulie het zat om steeds te moeten vluchten voor de Sicherheitsdienst. Hij wilde samen met zijn verloofde Annie Droog naar Engeland vluchten. Markus zou er voor zorgen dat zij naar Engeland konden vertrekken. In plaats daarvan werd Poulie met zijn verloofde opgepakt op station Oosterbeek. Poulie werd geëxecuteerd in Kamp Vught, Droog zat de rest van de oorlog gevangen in Duitse concentratiekampen.

#### Verraad in de Achterhoek
Markus was intussen diep geïnfiltreerd in de verzetskringen in de Achterhoek. Zo stond hij in goed contact met leden van de Knokploeg-Aalten. Aangevuld met de gegevens uit de verhoren van Poulie beschikte de Sicherheitsdienst over een behoorlijke namenlijst. Op 20 april 1944 ging de bezetter tot actie over. Markus had de verzetsmensen voorgehouden dat hij wapens kon leveren. In de ochtend pikte hij Gerrit van den Boogerd en Dick Vermeij op die vervolgens als eerste werden aangehouden. Daarna vervolgde Markus met een geleende vrachtwagen zijn reis naar Beltrum, waar vier andere verzetsleden op hem wachten. Zij waren door Vermeij voor diens arrestatie ingeseind dat alles veilig was.
In Beltrum pikte Markus Cees Ruizendaal, Gerrit Kleisen, Jan Ket en Feitze de Vries op en nam hun achter in de vrachtwagen mee naar Rheden, waar de wapens zogenaamd zouden worden opgepikt. In werkelijkheid zou de vrachtwagen voorbij Doesburg worden onderschept door de Sicherheitsdienst. Zo ver kwam het echter niet, doordat de vier verzetsmannen achterdochtig waren doordat ze bloedresten aantroffen op de bodem van de vrachtwagen. Bij Doesburg stapten zij uit met een smoesje en vroegen naar de eindbestemming. Daar probeerden de vier mannen meer te weten te komen over de zogenaamde wapenlevering, maar toen dat niet lukte werd besloten om Ket en De Vries vooruit te sturen. Zij zouden vanuit Rheden bellen naar een bevriende dokter in Doesburg wanneer alles veilig was.
Ket en De Vries bereikten Rheden nooit, want zij werden ter hoogte van Ellecom aangehouden. Beide mannen werden meteen zwaar mishandeld met de vraag waar hun twee kompanen bleven. De Vries noemde het adres van een drogisterij tegenover de dokter in Doesburg. Hij veronderstelde dat Kleisen en Ruizendaal door zouden hebben dat het mis was gelopen wanneer er bij de overburen een inval plaatsvond. Het noodlot wilde echter dat beide mannen zich net bij de bevriende drogist bevonden toen een Duitse overvalswagen de straat in reed. Ruizendaal had zich verstopt in een konijnenhok en werd gedood in een vuurgevecht. Kleisen werd gevangen genomen en later geëxecuteerd in Kamp Vught. De drogist Philip Gastelaars werd gearresteerd en werd de volgende dag "op de vlucht doodgeschoten" op het terrein van de opleidingsschool van de Nederlandsche SS 'Avegoor' in Ellecom. Ket en De Vries slaagden er de volgende dag in te ontsnappen uit de vrachtwagen op weg naar Kamp Vught en overleefden beiden de oorlog.
Nog diezelfde dag volgden er invallen in Aalten, Eibergen, Lichtenvoorde, Lintvelde, Neede en Varsseveld. Een dag later werden 27 gevangenen overgebracht naar Kamp Vught. Vier daarvan, waaronder Ket en De Vries, slaagden erin onderweg te ontsnappen. Van de rest van de gevangenen stierf de helft voor het vuurpeloton of in de Duitse concentratiekampen, waaronder Jo Blaauwgeers en Gerrit Kleisen.
Twee dagen na de arrestatiegolf in de Achterhoek was Markus verantwoordelijk voor de arrestatie van de Wageningse schilder Karel Verschuur, die gelieerd was aan de Knokploeg-Aalten. Verschuur zat bij zijn oom in Utrecht ondergedoken en wilde ook naar Engeland vluchten. Markus bezocht hem en liet weten dat hij een route wist via Frankrijk. In plaats daarvan werd Verschuur op station 's-Hertogenbosch aangehouden. Drie maanden later werd Verschuur gefusilleerd.

#### Laatste optreden in Roermond
Intussen was het voor het Achterhoekse verzet wel duidelijk door wie zij verraden was, waardoor Markus rol aldaar was uitgespeeld. Gedurende zijn Achterhoekse periode had hij wel Sjef de Groot leren kennen, aanvoerder van de Haagse falsificatiedienst en op dat moment leider van een Knokploeg in Noord-Brabant. Markus sprak met De Groot af in Roermond. Op zijn beurt kende De Groot de verhalen over Markus en zag de ontmoeting als een kans om de verrader te ontvoeren.
De eerste ontmoeting mondde uit in een tweede ontmoeting. Aanwezig waren De Droogs mentor en Richard Nitsch van de Maastrichtse Sicherheitsdienst. De Groot fietste twee keer langs het restaurant om poolshoogte te nemen. Nitsch kende hem niet, dus ondernam pas actie toen hij werd ingeseind dat het doelwit net voorbij fietste. De Groot werd onder vuur genomen en slaagde erin te ontkomen.
Markus wist intussen dat het verzet jacht op hem maakte en verzocht De Droog overplaatsing naar Duitsland, al was het maar om in een fabriek te werk te worden gesteld. De Droog stemde met tegenzin in, waarmee er een einde kwam aan Markus' periode als V-mann.

### Na de oorlog
Na de oorlog wendde hij in gevangenschap krankzinnigheid voor en maakte een lange gang langs psychiatrische inrichtingen. In eerste instantie werd hij tot levenslang veroordeeld. Die gevangenisstraf werd in december 1952 omgezet naar 18 jaar met aftrek van voorarrest. In november 1956 kwam Markus vrij.